# LOVEREC.
『LOVEREC.』（ラブレコ）は、2015年6月26日にALcotより発売されたアダルトゲーム。萌えゲーアワード2015にて6月月間賞を受賞した。
2016年1月29日にファンディスク『LOVEREC. -ミニシアターズ-』が発売された。

## 登場人物
梁瀬 旭（やなせ あきら）
ヒトミ
声 - 上原あおい
芳永 千穂（よしなが ちほ）
声 - 井ノ上花
白澤 美悠紀（しろさわ みゆき）
声 - 歩サラ
御厨 乃梨（みくりや のり）
声 - 木ノ下やや
梁瀬 鶴子（やなせ つるこ）
声 - 遠野そよぎ
芳永 千草（よしなが ちぐさ）
声 - 北見六花
御厨 健一（みくりや けんいち）
声 - 小池竹蔵